# Bukovany u Kozárovic
Bukovany (deutsch Bukowan) ist eine Gemeinde in Tschechien. Sie liegt acht Kilometer nordöstlich von Mirovice und gehört zum Okres Příbram.

## Geographie

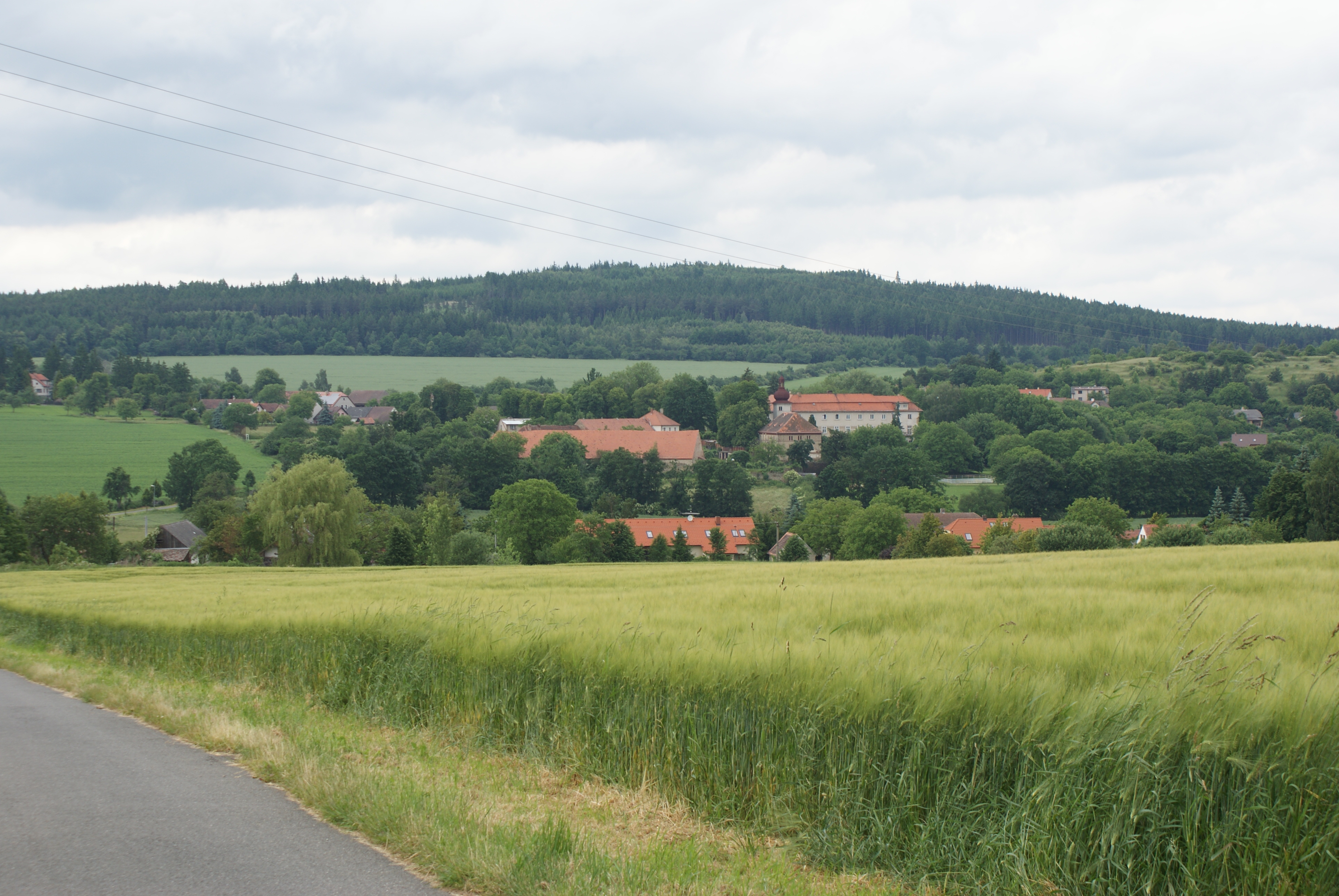
Blick von Süden über Sedlečko auf Bukovany und den Pteč

Bukovany befindet sich im Mittelböhmischen Hügelland am Oberlauf des Baches Soudný potok. Nördlich erhebt sich der Pteč (633 m), im Osten der Kociur (535 m), sowie südlich der Doubek (555 m) und die Březina (568 m). Gegen Osten liegt das mit dem Orlík-Stausee geflutete Moldautal.
Nachbarorte sind Hvižďour, Pečice und Cetyně im Norden, Hatě, Niva, Kamenná und Lavičky im Nordosten, Těchnice, V Kocouru, Trhovky, Klenovice, Koubalova Lhota und Podholušice im Osten, Šturmovky, Kamenice, Vystrkov und Holušice im Südosten, Sedlečko, Na Drahách und Kozárovice im Süden, Zalužany, Touškov, Ohař und Řeteč im Südwesten, Vargač, Chraštičky, Hořice und Chraštice im Westen sowie Na Dole, Cunát und Těchařovice im Nordwesten.

## Geschichte

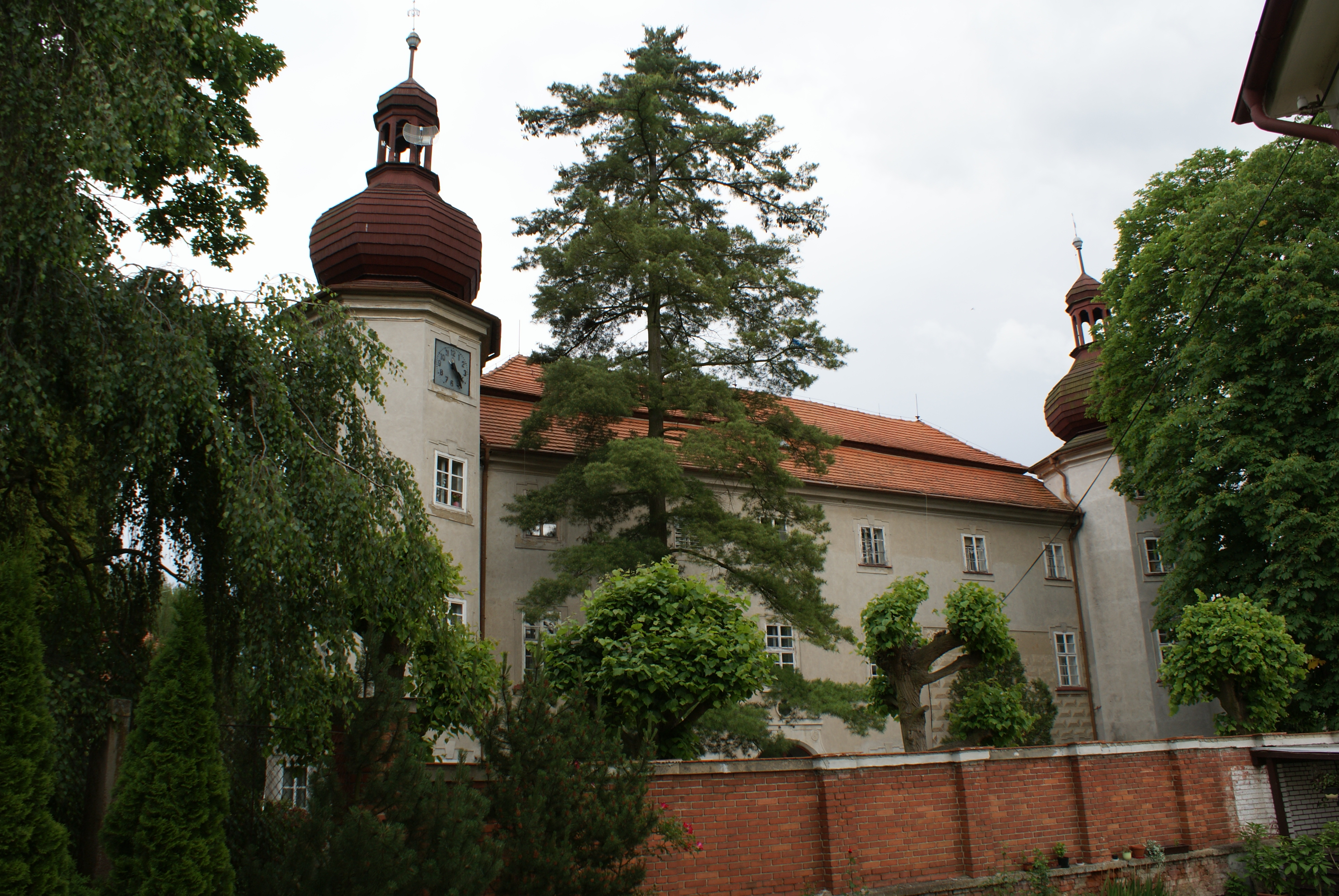
Schloss Bukovany

Die erste schriftliche Überlieferung über Bukovany stammt von 1241, wonach König Wenzel I. das Gut Jaroslav von Sternberg zum Dank für die erfolgreiche Verteidigung von Olmütz gegen die Goldene Horde überließ. Etwa um 1300 erwarb das Rittergeschlecht der Bukowansky Pinta von Bukowan das Gut und hielt es mit Unterbrechungen bis zur Mitte des 17. Jahrhunderts. Urkundlich nachweisbar ist das Dorf seit 1316. Die steinerne Feste wurde wahrscheinlich im 14. Jahrhundert errichtet, als Bauherr wird der seit 1338 nachweisliche Besitzer des Gutes, Přibík Bukowansky Pinta von Bukowan angesehen. Zu den zwischenzeitlichen Besitzern gehörte u. a. Ursula Wrabsky von Wraby († 1508), die auch das Gut Drahenice besaß. 1543 ist die Feste erstmals schriftlich erwähnt. Im Jahre 1571 erwarb Christoph von Schwanberg Bukowan, nach dessen Tode fiel das Gut 1582 Přibík Bukowansky Pinta von Bukowan zu. Ihm folgte ab 1605 dessen Sohn Johann Bukowansky, der das Gut zur wirtschaftlichen Blüte führte und dem verschuldeten Peter Wok von Rosenberg größere Summen lieh. Johanns Sohn Přibík setzte das Werk seines Vaters fort und konnte die Herrschaft erheblich vergrößern. Er war so vermögend, dass Kaiser Rudolf II. ihn um ein Darlehen ersuchte. Nachfolgende Besitzer des Gutes waren aus dem Geschlecht war bis 1632 Přibíks Sohn, der Vizelandschreiber des Königreiches Böhmen Johann Bukowansky. Johann und Wenzel Bukowansky veräußerten die Herrschaft an Johann Heinrich Morell von Lettin. Ihm folgte Franz Heinrich Morell. Dessen drei Söhne teilen das väterliche Erbe; dabei erhielt Josef Ladislav Morell Bukowan und sein Bruder Josef Lorenz Řeteč. Beide Brüder bewirtschaften ihren Besitz wenig erfolgreich. Josef Ladislav Morell verkaufte Bukowan 1716 an Ferdinand Freiherr von Řičan. Im Jahre 1717 veräußerte Josef Lorenz Morell Řeteč an Wenzel Maximilian Wiedersperger von Wiedersperg.
Im Jahre 1720 erwarb Johann Felix Chanowsky von Langendorf beide Anteile und vereinigte das Gut wieder. Nachfolgende Besitzerin war ab 1724 Barbara Wiežnik von Wiežnik (Věžník z Věžník), geborene Schwihowsky von Riesenberg, sie vererbte das Gut 1752 ihrem Sohn, dem böhmischen Oberst-Landhofmeister Franz Xaver Reichsgraf Wiežnik († 1789). Dieser konzentrierte sich auf seine Geschäfte am Hofe, kümmerte sich aber wenig um die Bewirtschaftung seiner Güter. Sein Sohn Emanuel Reichsgraf Wiežnik verkaufte Bukowan noch 1789. Anschließend wechselte das Gut rasch die Besitzer, zu ihnen gehörten ab 1802 Josef Graf Švihov, anschließend von 1808 bis 1815 Christian Brentano und danach Josef Graf Rey. Im Jahre 1816 kaufte Karl Philipp zu Schwarzenberg das Gut auf und schlug es seiner Fideikommissherrschaft Worlik zu.
Im Jahre 1837 umfasste das Allodialgut Bukowan eine Nutzfläche von 2861 Joch 143 Quadratklafter, von denen 375 Joch 1268 Quadratklafter der Obrigkeit gehörten. Zum Gut gehörten die Dörfer Bukowan, Groß-Kraschtitz, Klein-Kraschtitz (Chraštičky), Sedletschko (Sedlečko), Holuschitz (Holušice), Kozarowitz (Kozárovice), Tiechnitsch (Těchnice) und Řetsch (Řeteč). Das Dorf Bukowan bestand aus 21 Häusern mit 221 Einwohnern, darunter drei Israelitenfamilien. Im Ort gab es ein herrschaftliches Schloss mit der öffentlichen Kapelle Mariä Geburt, einen Meierhof, einen Hammelhof, eine Branntweinbrennerei, eine Pottaschensiederei und eine stillgelegte Brauerei. Pfarrort war Groß-Kraschtitz. Bis zur Mitte des 19. Jahrhunderts bildete das Gut Bukowan einen Teil der Fideikommissherrschaft Worlik samt den Allodialgütern Zalužan, Zbenitz und Bukowan.
Nach der Aufhebung der Patrimonialherrschaften bildete Bukovany /Bukowan ab 1850 einen Ortsteil von Chraštice in der Bezirkshauptmannschaft Březnitz und dem Gerichtsbezirk Mirowitz. Ab 1855 gehörte das Dorf zum Bezirk Písek. 1873 wurde Bukovany ein Ortsteil der neugebildeten Gemeinde Kozárovice. Im Jahre 1907 beantragten die Gemeindevertreter beim Landesausschuss die Trennung in zwei Gemeinden. Im Jahre 1910 lösten sich Bukovany, Holušice und Sedlečko von Kozárovice los und bildeten die Gemeinde Bukovany. Das Tschechoslowakische Rote Kreuz erwarb 1925 das Schloss und errichtete darin eine Kinderheilstätte. 1933 besuchte der Präsident T. G. Masaryk das Dorf und die Kinderheilstätte. Am 26. November 1971 wurde Bukovany mit seinen Ortsteilen erneut nach Kozárovice und mit diesem zusammen am 1. Januar 1986 nach Zalužany eingemeindet. Am 24. November 1990 lösten sich Bukovany und Sedlečko wieder von Zalužany los und bildeten eine eigene Gemeinde.

## Gemeindegliederung
Die Gemeinde Bukovany besteht aus den Ortsteilen Bukovany (Bukowan) und Sedlečko (Sedletschko).

## Sehenswürdigkeiten

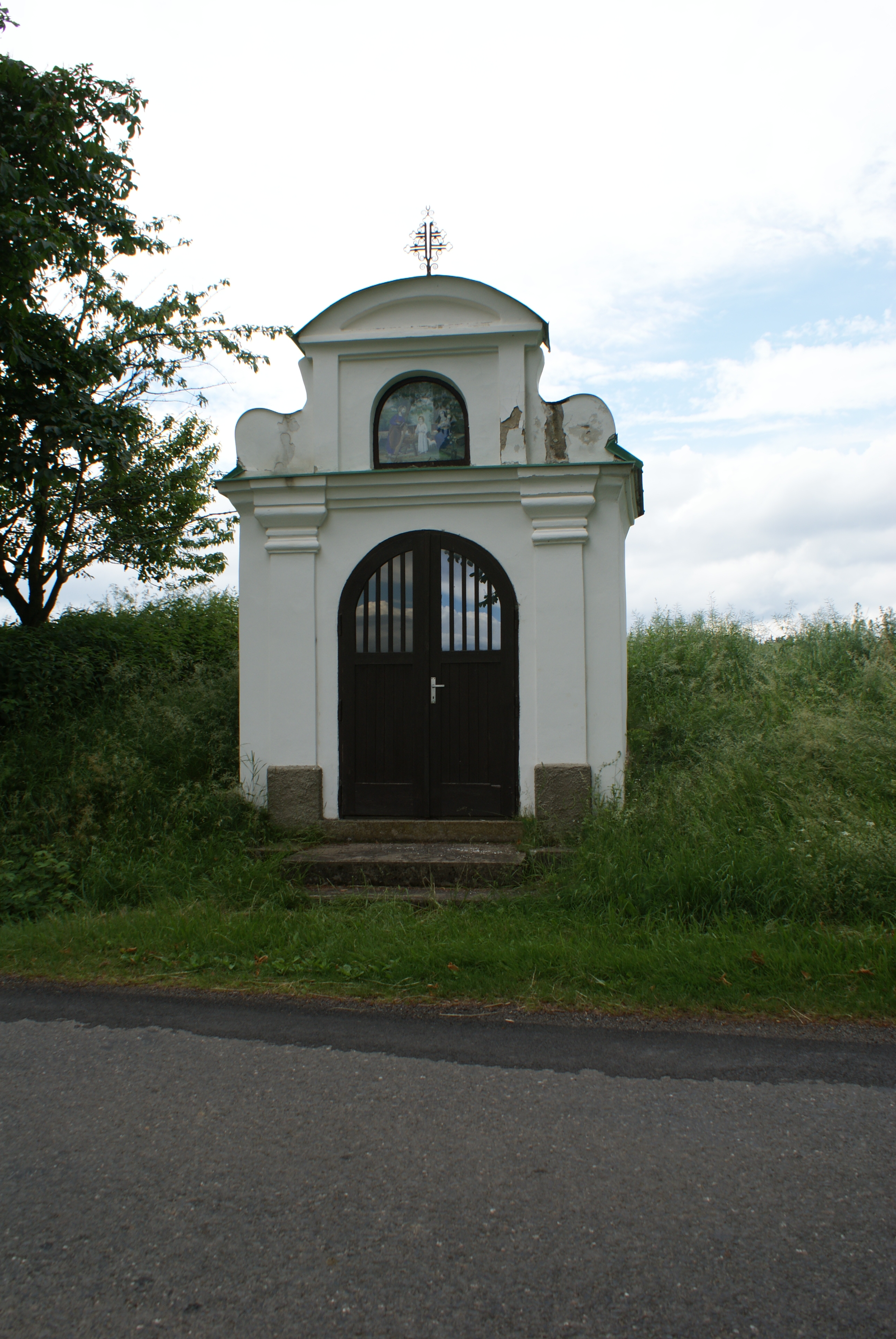
Kapelle des hl. Josef

- Schloss Bukovany, es entstand in der zweiten Hälfte des 16. Jahrhunderts durch den Anbau eines Renaissancepalastes an die gotische Turmfeste der Ritter Bukowansky Pinta von Bukowan. Den Westflügel ließ Franz Morell von Lettin in der Mitte des 17. Jahrhunderts anbauen. Ein weiterer Umbau erfolgte in der Mitte des 18. Jahrhunderts unter Franz Xaver Wiežnik; dabei entstand der Südflügel; die Schlosskapelle wurde zwischen 1774 und 1777 erneuert. Im Zuge der Bodenreform kaufte das Tschechoslowakische Rote Kreuz das Schloss 1925 von der Familie Schwarzenberg und richtete darin eine Kinderheilstätte ein, die am 18. Juni 1931 durch Alice Masaryková unter dem Namen Dětská ozdravovna Charloty Garrique Masarykové eröffnet wurde. Die Heilstätte wurde in den 1950er Jahren verstaatlicht und in den 1960er Jahren der Bezirksstelle für Volksgesundheit (OÚNZ) Příbram unterstellt. 1991 erhielt die Heilstätte ihren ursprünglichen Namen zurück und wurde später in Dětská odborná léčebna Ch. G. Masarykové umbenannt. In der Schlosskapelle befindet sich ein Grabstein aus weißem Marmor für Smrček von Mnich († 1588), ein Grabstein für Johann Bukowansky († 1619) und dessen beide Ehefrauen. Das Altarbild stammt aus dem Jahre 1777. Von der alten Feste ist der Turm mit bis zu 1,65 m starken Wänden erhalten. Das Schloss ist nicht öffentlich zugänglich.
- Kapelle des hl. Josef am südöstlichen Ortsrand von Bukovany, erbaut Ende des 18. Jahrhunderts